# MobyGames
A MobyGames egy olyan weboldal, ami a régebbi és a friss videojátékokat adatbázisában rendszerezi. Az oldal célját így határozták meg: „A látogatók számára könnyen kezelhető, részletes adatbázis létrehozása, ami minden lényeges információt tartalmaz az elektronikus játékokról (legyen az számítógépes, konzolos vagy játékgéptermi gépre íródott).” 2011 augusztusában 99 eltérő platform és majdnem 60 ezer játék szerepelt az adatbázisban. Az oldalt a GameFly vásárolta fel, az összeg nem került nyilvánosságra.

## Áttekintés
A MobyGames adatbázisa széles körben tartalmaz információt videojátékokról, illetve azok fejlesztőjéről és kiadójáról, ezeket az információkat pedig év, készítő és platform szerint rendszerezi.
A oldal tartalmának bővítése önkéntes alapon történik. Az ötlete a wikihez hasonló, de nem teljesen egyezik a működésük. A szerkesztés csak regisztrált felhasználóval történhet és mindent egy megerősített szerkesztőnek kell elfogadnia, mielőtt az megjelenhetne az oldalon.
Egy átfogó képet ad a videojátékokon dolgozókról is, akár programozói, tervezői vagy művészi feladatokat láttak el a fejlesztés során. Egyes személyek pályafutásáról is tartalmaznak információkat, hasonlóan az IMDbhez. (Az IMDb információkat szolgáltat egy filmen dolgozó színészekről és stábtagokról. )
A MobyGames egy játékról számos információt tartalmazhat, mint például egy rövid összegzést, listát a készítőkről, információkat a megjelenéséről (Mikor jelent meg egyes országokban és eltértek-e a kiadott változatok.) és a költségvetésről, borítóképeket, korhatár besorolásokat (például: ESRB, PEGI, CERO),  pillanatképeket (Itt a tökéletes minőségre törekednek, ezért szigorú a feltöltési rendszer.), értékeléseket, technikai és kevésbé jelentős információkat, a játék reklámjához felhasznált anyagokat, valamint tippeket a játékhoz. (Nem feltétlenül csalásokat.)
Az oldalon a felhasználók értékelhetik a játékokat. A legmagasabb értékelések műfaj, platform, év és számos egyéb tulajdonság alapján kereshetőek ki. Létezik egy összesített lista, ami az értékelések alapján megmutatja „Minden idők 25 legnagyszerűbb játékát”.

## Koncepció és célok
Az oldal célja az 1970-es évektől megjelenő összes játékról információt szolgáltatni, ennek megvalósításában pedig a felhasználók segíthetnek. Ők készítik el ugyanis a hiányzó játékok adatlapjait vagy egészítik ki újabb információkkal a már meglévőeket, persze csak abban az esetben, ha a megbízhatóságukkal nincs probléma.
A tényszerű információkon kívül a felhasználók megírhatják a játékról saját értékelésüket (Ezeket egy megerősített szerkesztő később módosíthatja, ha például a hangneme nem megfelelő.), valamint akár végigjátszásokat és tippeket is megoszthatnak az egyéb információk szakaszában.

## Története
A MobyGames weboldalt 1999. március 1-jén alapította Jim Leonard, Brian Hirt és David Berk (Ő csak 18 hónappal később csatlakozott, de alapítóként tüntetik fel.), akik már a főiskola óta jóban voltak. Az ötlet Leonard fejéből pattant ki, hogy széles közönség számára nyújtsanak információkat a videojátékokról, ebből nőtte ki magát a MobyGames.
Kezdetben DOS és Windows platformokon futó játékok bejegyzései készültek el, mivel az alapítók ezeket jól ismerték. 2001-től már több platform támogatása is megjelent (Főként azoké, amik nagy népszerűségnek örvendtek, mint például a PlayStation), később pedig a játékgépek következtek.
2005-ben újabb bővítés következett: MSX, Amstrad CPC, TRS-80, Palm OS, Windows Mobile, Java ME, Xbox 360 és Gizmondo platformok is felkerültek a listára. David Berk szerint csak akkor döntenek egy újabb platform hozzáadásáról, ha elég információ áll rendelkezésre róla és a felhasználók is mutatnak hajlandóságot, hogy ellenőrizzék az adott platform kategóriájában elkészült szócikkeket. A 2006-os bővítés is újabbakat a listához adott: Atari 8-bit, Commodore PET, Macintosh számítógépek, Channel F, Magnavox Odyssey, CD-i, Dragon 32/64, Magnavox Odyssey², iPod, PlayStation 3 és Wii. A Spectravideo, az iPhone/iPod Touch és a böngészőből futtatható játékok 2008-ban kerültek hozzáadásra, 2010 májusában pedig a BBC Microval bővültek. A SAM Coupé és Amstrad GX4000 kategória azonban még mindig hiányzik.

## Díjak és elismerések
2006-ban MobyGames oldalát az AIAS „Legjobb videojátékokkal kapcsolatos weboldal” kategóriában Webby-díjra jelölte, de végül a díjat a Gamasutra portál kapta.

## Platformok
| - 3DO - Amiga - Amiga CD32 - Amstrad CPC - Android - Apple II - Apple IIgs - Atari 2600 - Atari 5200 - Atari 7800 - Atari 8-bit - Atari ST - Bada - BBC Micro - BlackBerry - BREW - Böngésző - CD-i - Channel F - ColecoVision - Commodore 64 - Commodore 128 - Commodore PET - DoJa - DOS - Dragon 32/64 | - Dreamcast - Electron - ExEn - FM Towns - FM Towns Marty - Game Boy - Game Boy Advance - Game Boy Color - Game.com - GameCube - Game Gear - Gizmondo - Intellivision - iPad - iPhone - iPod Classic - J2ME - Jaguar - Linux - Lynx - Macintosh - Microvision - Mophun - MSX - N-Gage - N-Gage 2 | - Neo Geo - Neo Geo CD - Neo Geo Pocket - Neo Geo Pocket Color - NES - Nintendo 3DS - Nintendo 64 - Nintendo DS - Nintendo DSi - Odyssey - Odyssey² - Palm OS - PC Booter - PC-88 - PC-98 - PC-FX - PlayStation - PlayStation 2 - PlayStation 3 - PlayStation Portable - SEGA 32X - SEGA CD - SEGA Master System - Sega Mega Drive - SEGA Saturn - SNES | - Spectravideo - Symbian - TI-99/4A - TRS-80 - TRS-80 CoCo - TurboGrafx CD - TurboGrafx-16 - V.Smile - Vectrex - VIC-20 - Virtual Boy - Wii - Windows - Windows 3.x - Windows Mobile - Windows Phone - WonderSwan - Wonderswan Color - Xbox - Xbox 360 - Zeebo - Zodiac - ZX Spectrum |

## Hiányzó platformok
| - Amstrad GX4000 - APF-M1000 - Bally Astrocade - Emerson Arcadia 2001 - Game & Watch - HP3000 | - Nintendo 64DD - Playdia - RCA Studio II - SAM Coupé | - Sega SG-1000 - Sega Pico - Sharp X68000 - Sinclair QL - SuperGrafx |

## Fordítás
- Ez a szócikk részben vagy egészben a MobyGames című angol Wikipédia-szócikk ezen változatának fordításán alapul.  Az eredeti cikk szerkesztőit annak laptörténete sorolja fel. Ez a jelzés csupán a megfogalmazás eredetét és a szerzői jogokat jelzi, nem szolgál a cikkben szereplő információk forrásmegjelöléseként.